# STS-58
STS-58は、1993年10月18日にケネディ宇宙センターからコロンビアを用いて行われたミッションである。コロンビアがエドワーズ空軍基地に帰還した最後のミッションとなった。

## 乗組員
- 船長 - ジョン・ブラハ (4)
- 操縦手 - リチャード・シーアフォス（英語版） (1)
- ペイロード船長 - マーガレット・レア・セッドン (3)
- ミッションスペシャリスト2 - ウィリアム・マッカーサー（英語版） (1)
- ミッションスペシャリスト3 - デヴィッド・ウルフ (1)
- ミッションスペシャリスト4 - シャノン・ルシッド (4)
- ペイロードスペシャリスト1 - マーティン・フェットマン（英語版） (1)

### バックアップ
- ペイロードスペシャリスト1 - ジェイ・バッキー
- ペイロードスペシャリスト1 - ローレンス・ヤング

## ミッションハイライト
STS-58は、生物科学実験のために行われた1993年のスペースシャトルのミッションである。ヒトの体がどのように無重力環境に適応していくかの知識を得るために必要な一連の実験が行われた。実験は、循環器系、調節系、神経系、筋骨格系に関するものであった。コロンビアの乗組員と実験動物（24個のケージに入れられた48匹のラット）が被験体となり、1991年6月のSLS-1ミッションで集められたデータと併せて、1973年と1974年のスカイラブ計画で得られたデータ以来の最も詳しい測定結果となった。
乗組員は、骨組織喪失、及び感覚受容に対する微小重力の影響について理解することを目的とする実験を行った。宇宙酔いと受容の変化に関する前庭の2つの実験は、2日目に行われた。ルシッドとフェットマンは、1日中、頭の動きを記録するよう設計されたAccelerometer recording Unitと呼ばれるヘッドセットをかぶった。
10月19日には、唯一の小さな問題が発生した。回路のブレーカーがトリップし、ラットのケージの1つが一時的に停電した。ヒューストンの管制員は、これは電気系のショートではなく、ブレーカーはリセットされ、ケージの電力は回復したと報告した。
マッカーサーとブラハは、3日目から、微小重力の有害効果の対策のために試験が行われていたLower Body Negative Pressure deviceを使い始めた。3人の乗組員全員が尿と唾液のサンプルを集め、運動、摂取した食物や飲物の記録を取った。DSO 612では、飲物と食物の組成とともに、長期間の宇宙飛行における乗組員の栄養と必要エネルギーが観測された。
10月20日、宇宙トイレは作動していたものの、乗組員はベッドに行く前、フィルタードアからのわずかな漏れを検出した。彼らはフィルターを除去し、小さじ1杯ほどの水を掃除した。また万一に備えて、フィルターを通して空気をキャビンに戻す前の液体と空気の分離のため、予備の分離ユニットが用いられることとなった。
10月21日、レア・セッドンとシャノン・ルシッド、デヴィッド・ヴォルフ、マーティン・フェットマンは、一連の代謝実験のために、さらに血液と尿のサンプルを集めた。サンプルの一部は、前日に行われたカルシウム吸収実験のフォローアップだった。カリフォルニア大学サンフランシスコ校のC.D. Arnaudが支援を行ったこの実験では、宇宙においてカルシウムが維持され、骨代謝に使われる機構についての研究が行われた。1991年のSLS-1実験で得られた予備的な結果に基づき、Arnaudは、骨密度の減少は、その後の骨形成によって補償されない骨分解の増加によるものと考えていた。
10月22日、SAREXと呼ばれるアマチュア無線を使って、ブラハとシーアフォスは、テネシー州のシカモア中等学校及びテキサス州パサデナのガーデンデール小学校の児童との交信を行った。またこの日、シーアフォスによって、軌道上で1人の乗組員によって機器をある場所から別の場所に移動し、再設置することができることを実証するためのSIR(Standard Interface Rack)の試験が行われた。
コロンビアに積まれて試験飛行を行ったその他の新しい装置には、船長やパイロットがスペースシャトルの接近や着陸の操作に熟達するために用いる道具として品質を満たしているかの確認が行われたラップトップコンピュータのシミュレータがある。ラップトップは、オービタの着陸前の最後の数分前のみ使われるものに似たジョイスティック状のコントローラを用いて操作された。
10月23日、ペイロードの乗組員は、多くの時間をスペースラブに乗せた48匹のラットの代謝研究に費やした。ペイロード船長のレア・セッドンとデヴィッド・ヴォルフ、シャノン・ルシッド、そして獣医のマーティ・フェットマンは、ラットの尾から血液を採取し、血清の量を測定するために特別な同位体を注射することとなっていた。その後、再び血液を採取し、無重力が動物の赤血球の数に及ぼす影響を測定する計画であった。
アマチュア無線通信を何度か行い、体が地球に再適応するのを容易にするための真空バッグでの作業が終わった後、オービタの乗組員であるブラハ、シーアフォス、マッカーサーは、着陸の機会を増やすために、エンジンの1つを点火してコロンビアの軌道の近地点を高度150kmから142kmに落とす操作を行った。
10月27日、操縦手のリック・シーアフォスは、コロンビアがOrbital Acceleration Research Experimentの一部となるよう、コロンビアを手動操縦した。この実験の主目的は、飛行中及び大気圏再突入の初期にシャトルに働く空気力を正確に測定することである。この情報は、将来のスペースラブにおける、静かで振動の少ない環境が必要な微小重力実験を計画する際に有益なものである。
10月28日、半日間の休暇を楽しんだ後、乗組員は、ヒトや動物がどのように無重力環境に適応するのかの科学データを集め続けた。
レア・セッドンは、彼女が夫である宇宙飛行士のロバート・ギブソンの宇宙滞在記録632時間56分を超える時、彼に特別なメッセージを送った。「彼はまだいい人で、私はまだ彼をとても愛しているけれど、私は彼が成し遂げたよりも多くの時間、宇宙に滞在した。どう！」と彼女はふざけて言った。しかしセッドンは、彼は彼女の3回よりも多い4回の離着陸があることを認めた。
操縦手のリック・シーアフォスは、カリフォルニア州南部の山火事を赤外線カメラで撮影し、乗組員の思いは、炎を鎮めるために働いている消防士や住居が脅威に晒されている住人とともにあると語った。彼は、火がすぐに制御可能なものとなることを望むと語り、彼が撮影する写真は、気象学者、地質学者、生態学者、考古学者のために地球に持ち帰ると付け加えた。